# 月読社 (さいたま市)
月読社（つきよみしゃ）は、埼玉県さいたま市桜区の神社。

## 歴史
孝安天皇20年（紀元前373年）に創建されたと伝えられている。当初は武蔵国足立郡八王子村（現・同県同市中央区八王子）に位置していた。当地には伊勢神宮の神田があり、調神社に貢物を納めていた。「神田」という地名はこれに由来する。しかし当地の神田村は小村で負担が重かったので、天正年間（1573年 - 1592年）に八王子村に土地を割譲、代わりに月読社を移転させた。調神社の別名が「月読社」だったことから調神社と同一視され、祭神も素盞嗚尊となり「氷川社」と呼ばれるようになった。
明治初期、近代社格制度に基づく「村社」に列せられた。そして旧来の姿に戻したいという氏子の要望により、1890年（明治23年）に「月読社」に改称、祭神も月読命に変更された。

## 交通アクセス
- 与野本町駅より徒歩23分。